# Milan Indoor 1989
Il Milan Indoor 1989 è stato un torneo di tennis giocato sul sintetico indoor. È stata la 12ª edizione del Milan Indoor, che fa parte del Nabisco Grand Prix 1989.Si è giocato a Milano in Italia, dal 13 al 19 febbraio 1989.

## Campioni

### Singolare
Boris Becker ha battuto in finale  Aleksandr Volkov con il punteggio di 6–1, 6–2

### Doppio
Jakob Hlasek /  John McEnroe hanno battuto in finale  Heinz Günthardt /  Balázs Taróczy con il punteggio di 6–3, 6–4